# Francis Ducharme
Francis Ducharme, né en 1981 à  Rouyn-Noranda, est un acteur et danseur québécois. 

## Biographie
Francis Ducharme obtient un diplôme en théâtre, puis il entame, à partir de 2002, une carrière sur scène. Il se fait remarquer en 2004, dans la pièce Carnets des damnées, tirée de Une saison en enfer d'Arthur Rimbaud, au Théâtre Denise-Pelletier, puis, en 2005-2006, dans Le Pays des genoux de Geneviève Billette, pièce qui fait une tournée québécoise et européenne. En 2009, il joue Becket-Bobo dans La Charge de l'orignal épormyable de Claude Gauvreau au TNM et, sur la même scène, en 2014, assume divers rôles dans Richard III de Shakespeare. L'année suivante, il est Perdican dans On ne badine pas avec l'amour d'Alfred de Musset au Théâtre Denise-Pelletier et, dans ce même théâtre, en 2018, il joue le rôle de Serge dans Bonjour, là, bonjour de Michel Tremblay. En 2019, il incarne Néron dans Britannicus de Racine au TNM. 
Il décroche également divers rôles dans des séries télévisées et au cinéma, notamment le rôle principal de Jos Lebel dans Chasse-Galerie : La légende, un film réalisé par Jean-Philippe Duval dont le scénario, signé Guillaume Vigneault, est inspiré par le conte éponyme d'Honoré Beaugrand.  
Il est l'un des membres fondateurs et comédiens de la troupe de jeu masqué « Taxe Récréative Incluse ».

## Filmographie

### Cinéma
- 2005 : Elles étaient cinq : Rémi
- 2005 : C.R.A.Z.Y. : Paul
- 2005 : Lonely Child : Nicolas
- 2007 : La Capture : Nathan
- 2008 : Dans une galaxie près de chez vous 2 : Archer 3
- 2009 : Grande Ourse : La Clé des possibles : Marc
- 2009 : J'ai tué ma mère de Xavier Dolan : pensionnaire agressif no 2
- 2009 : Master Kay
- 2009 : Les Signes vitaux de Sophie Deraspe : Boris
- 2011 : Corbo : Mathieu
- 2016 : Chasse-Galerie : La légende : Jos Lebel
- 2016 : Nelly : Journaliste

### Télévision
- 2003-2004 : Watatatow (série télévisée) : Loïc Lauzier
- 2004-2005 : Grande Ourse (série télévisée) : Marc
- 2005-2008 : Nos étés (série télévisée) : Robert Forget
- 2008-2009 : Belle-Baie (téléroman) : André Maillet
- 2009-2012 : Comment survivre aux week-ends (série télévisée)
- 2017 : Victor Lessard : Nash
- 2020 : Les Mecs (saison 1) : Raphaël
- 2023 : Avant le crash (saison 2) : Laurent